# Imaginaerum
Imaginaerum es el séptimo álbum de estudio de la banda finesa Nightwish, publicado el 30 de noviembre de 2011 en Finlandia y el 2 de diciembre de 2011 en el resto de Europa. Es un álbum conceptual que cuenta la historia de un viejo compositor recordando toda su vida en su lecho de muerte, su producción se llevó a cabo en simultáneo en su contenido lírico —también titulada Imaginaerum—  dirigida por Stobe Harju, cuyas grabaciones comenzaron en septiembre del 2011 en Montreal estrenada el 23 de noviembre de 2012. 
En febrero de 2011, el álbum originalmente tenía como título Imaginarium en agosto del mismo año fue cambiado por el de Imaginaerum para evitar confusiones con otros productos semejantes. El 2 de septiembre de 2011, la banda anunció su primer sencillo «Storytime» su estreno fue en la estación de radio finesa Radio Rock el 7 de noviembre y el sencillo fue oficialmente lanzado junto con el vídeo promocional el 9 de noviembre de 2011, el segundo sencillo fue «The Crow, the Owl and the Dove» salió a la venta el 29 de febrero de 2012. En marzo de 2012, el sello discográfico Nuclear Blast realizó un concurso para que los admiradores hagan sus propios vídeos musicales de «The Crow, the Owl and the Dove».
Ambos sencillos llegaron al puesto uno en Finlandia en su primer día de acuerdo con Iltasanomat, Imaginaerum en las tiendas vendió más de cincuenta mil copias en dicho país logrando obtener certificado doble discos platino por Suomen virallinen y siendo declarado el disco más vendido en menos tiempo en ese país. Vendió más de cien mil ejemplares a finales de diciembre por lo que es el disco más comprado del año en su país de origen, tras solo un mes en las tiendas Imaginaerum entró en las listas de otros países europeos y también en las gráficas musicales de Norteamérica y Asia. La banda comenzó la gira promocional «Imaginaerum World Tour» el 21 de enero de 2012 en los Estados Unidos y finalizó en el M'era Luna Festival en Alemania. Imaginaerum fue el segundo y último álbum con la vocalista Anette Olzon. El 1 de octubre de 2012, Nightwish anunció mediante su página de Facebook que la cantante abandona la banda fue reemplazada durante la gira promocional por Floor Jansen (exintegrante de After Forever y ReVamp). También fue el último álbum con el baterista Jukka Nevalainen, quien por problemas de insomnio hizo oficial su alejamiento de los escenarios con Nightwish en 2019.

## Antecedentes

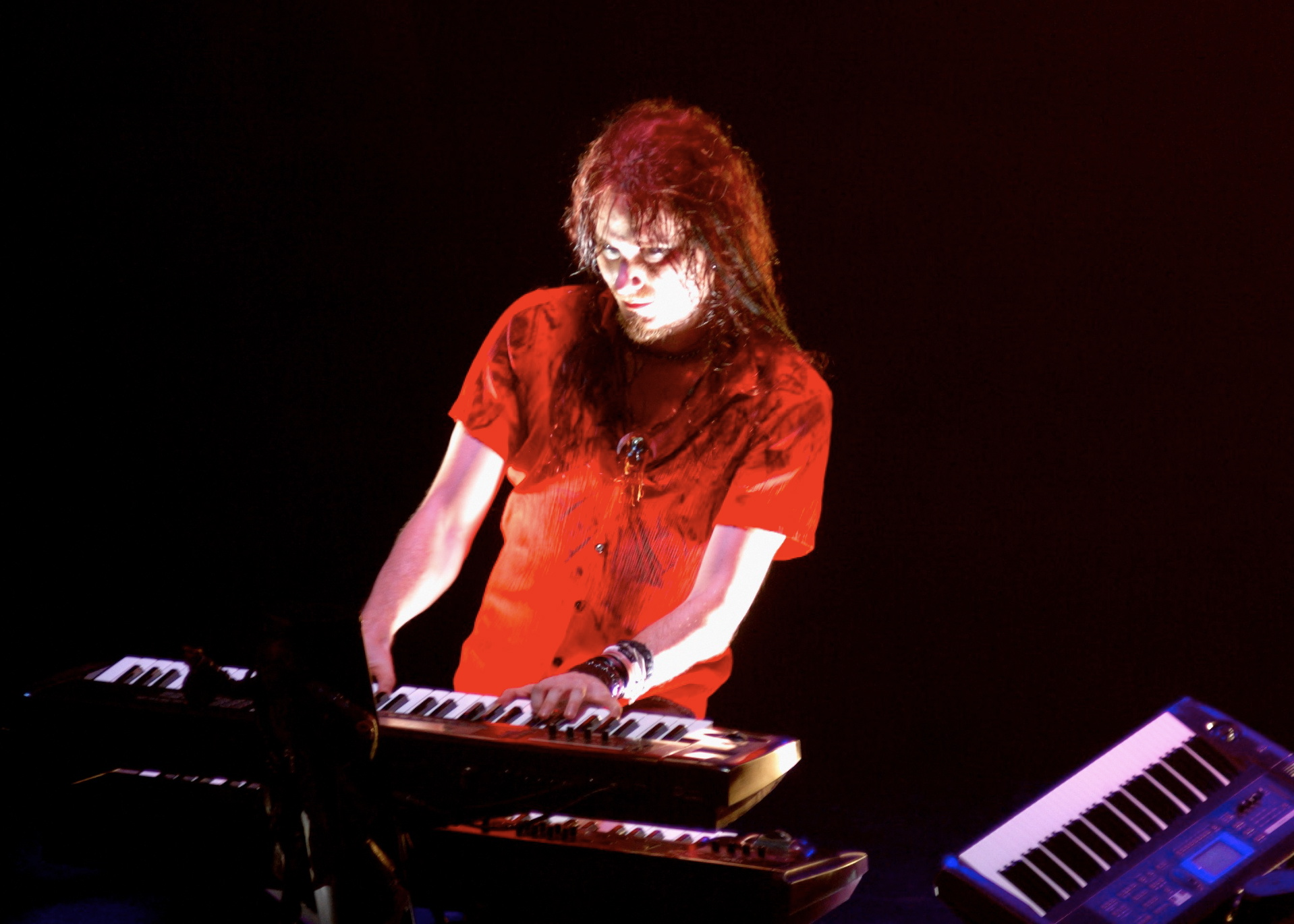
El tecladista de Nightwish, Tuomas Holopainen, es el principal productor de «Imaginaerum» y de todos los álbumes del grupo.

En junio de 2009, la revista finesa Soundi reveló que el compositor principal Tuomas Holopainen comentó que había comenzado a trabajar en un nuevo álbum. En octubre de 2009, se corrió el rumor que el álbum podría llamarse Wind Embraced, pero la vocalista Anette Olzon afirmó que los rumores no eran ciertos, y dijo que las canciones del nuevo álbum aún no se han completado, a excepción de tres canciones por separado que fueron terminadas antes de mayo de 2009. En una entrevista con Troy Donockley (que participó como artista invitado en la grabación de Dark Passion Play, destacando su colaboración tocando la Gaita Irlandesa) afirmó que iba a ser «algo maravilloso». El 1 de febrero de 2010, Olzon dijo en su blog que Holopainen tenía nueve canciones listas para el nuevo álbum. También declaró que la banda se iba a reunir en el verano para hacer una demostración, y también comento que los aficionados no deben esperar hasta el 2011. En abril de 2010, Holopainen reveló que había terminado de escribir las canciones para el álbum, y el 2 de junio se anunció que logró grabar la preproducción del demo. El 10 de febrero de 2011, Nightwish anunció en su página web que el título del nuevo álbum sería Imaginarium. También revelaron que la banda estaba en una preproducción de una película basada en el álbum, que se lanzó en 2012 fue dirigida por Stobe Harju quien anteriormente dirigió el vídeo musical de «The Islander».
A principios de septiembre, se anunció a «Storytime» como el primer sencillo del álbum. Una semana más tarde, la banda lanzó la portada de Imaginaerum, la lista de tema y los comentarios de cada canción escrita por Holopainen. «Storytime» fue lanzado en formato de descarga y en vídeo a través de la red social YouTube el 9 de noviembre de 2011, y después de solo una semana la banda anunció que el sencillo alcanzó el puesto uno en Finlandia. El 18 de noviembre, Amazon lanzó muestras de 30 segundos de cada canción del álbum.
El 23 de noviembre de 2011, la revista finesa de cómics de Disney Aku Ankka, colaboró con la banda con la pre escucha de la canción «The Crow, the Owl and the Dove», la cual fue publicada en el sitio web de Aku Ankka y requirió un código el cual fue dado en aquel número semanal de aquella revista. Luego de unas horas, la canción comenzó a aparecer en la red social YouTube y en varios sitios de descarga.

## Producción

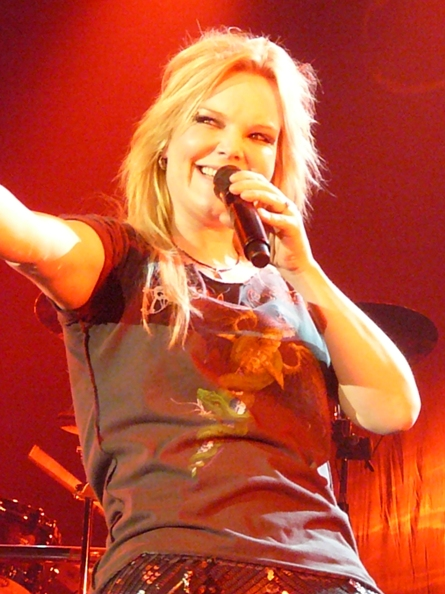
Imaginaerum fue el último álbum de Anette Olzon, el 1 de octubre de 2012 se confirma su salida de Nightwish, en mitad del «Imaginaerum World Tour».

La fase de planificación del álbum comenzó a principios de 2008, mientras que Holopainen estaba todavía con el «Dark Passion Play World Tour» (octubre de 2007-septiembre de 2009). En marzo de 2010, Holopainen terminó de escribir la última canción, mientras que algunas letras aún estaban sin terminar y el 2 de junio la preproducción de la maqueta se había registrado. En el verano de 2010, la banda (a excepción de la cantante Anette Olzon, que estaba embarazada en el momento), se reunió para ensayar en la localidad finesa de Sävi. El 6 de septiembre Olzon se unió con Tuomas y los demás miembros para ensayar y grabar sus demos.
El primer registro del álbum fueron las baterías de Jukka Nevalainen, la grabación fue en octubre de 2010. El 20 de octubre, todas las grabaciones de dicho instrumento fueron terminadas, mientras que Emppu Vuorinen comenzó a grabar las partes de guitarras. Alrededor de Año Nuevo, Vuorinen había terminado todas las pistas del álbum y los productores, planearon grabar secciones acústicas después de las sesiones de orquesta y coro en febrero. Al mismo tiempo, Marco Hietala había terminado todas sus grabaciones de bajos durante todo el mes diciembre.
En febrero de 2011, las partes orquestales y de coro se ensayaron y se grabaron en los Ángel Studios de Londres. La mayoría de los músicos de la Orquesta Filarmónica de Londres grabaron 53 piezas orquestales, ellos ya habían trabajado con la banda en los discos anteriores Once (2004) y Dark Passion Play (2007), el sonido de orquestación estuvo a cargo nuavamente de Pip Williams. La diferencia con las grabaciones orquestales anteriores fue en grabar todos los instrumentos rítmicos separados del resto de la orquesta, para hacer más fácil el proceso de mezcla.
Las grabaciones de voz de Olzon fueron planeados originalmente para el 7 de marzo de 2011, pero los planes cambiaron cuando se cayó en su casa unos días antes y se rompió la costilla, la fecha se cambió a principios de abril. El vocalista masculino y bajista Marco Hietala fue el primer para grabar sus partituras, Hietala también se resbaló y se lastimó la costilla, y tuvo que descansar varios días antes de comenzar la grabación. Al mismo tiempo, el ingeniero de grabación Mikko Karmila estaba en casa y enfermo, y al día siguiente Hietala se había deslizado, el otro ingeniero de grabación Tero Kinnunen tuvo un accidente con caballos. Holopainen más tarde se refirió a esto como «la maldición de la momia».

## Adaptación cinematográfica
Cuando el título del álbum fue revelado la banda anunció que planearon hacer vídeos cortos para cada canción para que se mantenga una conexión entre sí, formando una historia, y más tarde se anunció que el proyecto se había convertido en una película completa dirigida por Stobe Harju, producida por Markus Selin y patrocinado por Solar Films, que proporcionó un presupuesto de casi cuatro millones de euros, además la banda también recibió el apoyo del Ministerio de Cultura finés. Stobe Harju director de esta película comento:

En un momento perdí la noción del tiempo cuando estaba escribiendo una historia sobre un muchacho joven, envejeciendo en su propio sueño. De hecho fue una historia de ficción acerca de Nightwish, pero sobre todo de Tuomas, una persona de edad avanzada que amaba la vida y también a todas las personas de su alrededor. Queríamos algo más nuestro amor por la vida, nuestras familias, nuestros recuerdos, nuestra música, despertando a nuevas maravillas todos los días y el amor por la mejor herramienta disponible para nosotros, los seres humanos, nuestra imaginación, se convirtió en la piedra angular de la historia. Tenía que ser sobre la mezcla de nuestras vidas y nuestros peores miedos de la vejez.

El elenco principal estaba compuesto por actores británicos no muy conocidos internacionalmente, como Francis McCarthy y Marianne Farley, aunque también contó con algunos actores que ya han tenido una mayor presencia, como por ejemplo el joven Quinn Lord. Por otra parte, todos los miembros de la banda aparecen en pequeños papeles: Anette como Ann, Tuomas como Tom, Marcus como Marcus, Emil como Emppu y Jukka como Jack. Estas similitudes en los nombres fueron hechas intencionalmente por el director, para que el público pudiera sentir la «presencia del grupo». La banda sonora de la película se basó principalmente en las pistas del álbum, aunque Tuomas planeo trabajar junto al compositor Petri Alanko para componer el material inédito y también planeo lanzar un álbum para la banda sonora de la película. Las grabaciones se hicieron en Montreal, Canadá, entre finales de septiembre y principios de octubre de 2011 durante dieciocho días, mientras que el trabajo de edición se inició poco tiempo después. En mayo de 2012, la banda lanzó un pequeño adelanto de la película y más tarde confirmó el lanzamiento oficial para el 23 de noviembre de 2012.

## Lanzamientos y recepción
En su primer día en las tiendas, Imaginaerum vendió más de sesenta mil copias en Finlandia y fue certificado al instante doble disco platino, y fue declarado el disco más vendido en menos tiempo en la historia del país, un récord que ha establecido con Century Child en 2002. Después de su primera semana, el álbum había alcanzado la tercera posición en Suecia, Suiza y las listas de rock en el Reino Unido, después de haber llegado también a la sexta posición en Alemania, donde logró en poco tiempo el oro, con más de cien mil de copias vendidas, y terminó el 2011 como el álbum más vendido del año en Finlandia, con más de cien mil copias vendidas y tres discos de platino. Imaginaerum alcanzó el séptimo lugar en la posición internacional de 2012 de Japón y en el decimotercer lugar en Canadá, vendió más de doce mil copias en los Estados Unidos en su primera semana, llegó a estar en el puesto 27° en el Billboard 200 y fue declarado el álbum más vendido de rock en los Estados Unidos, fue superado por Here and Now de la banda Nickelback.
La revista Metal Hammer comentó que Imaginaerum es «emocionante» y el álbum más «desafiante», y su éxito se debe no solo al talento de Tuomas Holopainen, sino también al «gran trabajo de Anette Olzon». MSN Music elogió a Imaginaerum, y lo clasificó como un «álbum increíble, casi inimaginable, un álbum de 75 minutos de metal sinfónico que es atractivo, imaginativo, extravagante, y sobre todo divertido». SpazioRock redactó que Imaginaerum no es simplemente un disco de metal, y mucho menos una imitación a las bandas sonoras de Hollywood, la revista señaló que el álbum es un lugar «donde estos dos mundos mágicos se reúnen para generar una mezcla», y comparó el sonido en general con las bandas sonoras de  Finding Neverland, Big Fish y The Imaginarium of Doctor Parnassus. Metal Storm, a pesar de señalar algunos defectos, considera que después de la canción «Ghost River» es pegadizo.

### Promoción

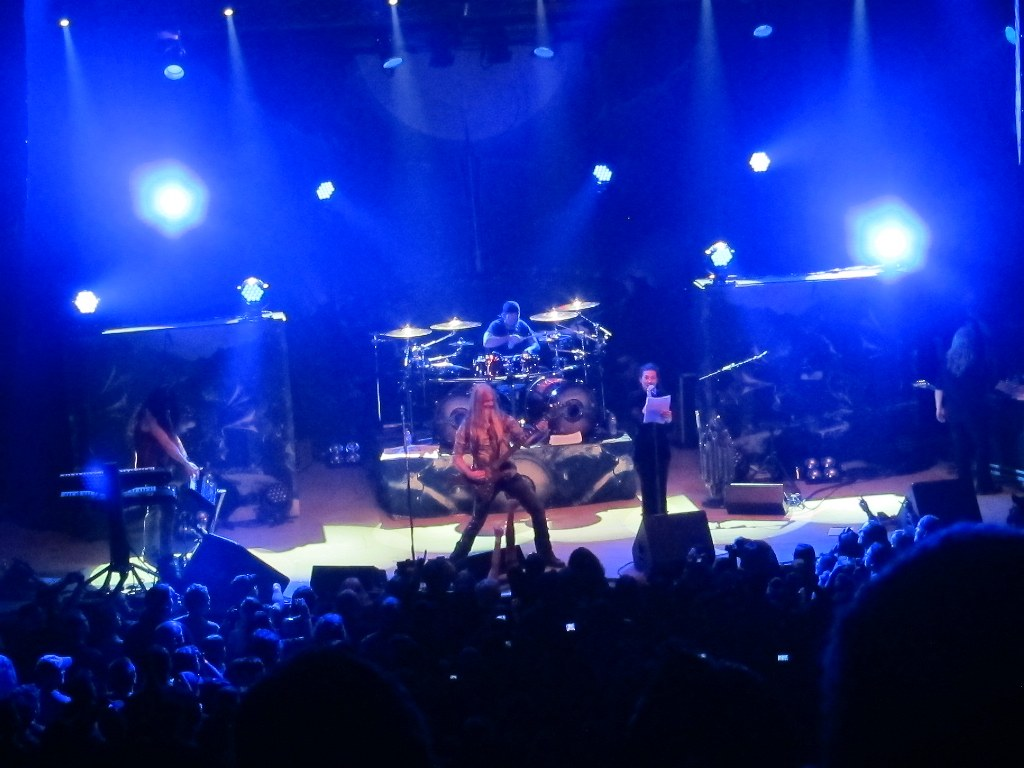
Concierto da la banda en Denver el 28 de septiembre de 2012; en este show Anette fue hospitalizada y reemplazadas por Elize Ryd (centro) y Alissa White-Gluz.

El 21 de enero de 2012 comenzó el «Imaginaerum World Tour» su primer concierto fue en el Gibson Amphitheatre ubicado en Universal City, California, Estados Unidos, y en junio la banda comenzó una serie de actuaciones en festivales de música de toda Europa, como el Download Festival en Inglaterra, la gira finalizó el 11 de agosto de 2013 en el Festival M'era Luna de Alemania. El concierto dado el 3 de agosto de 2013 en el Festival de metal Wacken Open Air fue grabado como un DVD/CD titulado Showtime, Storytime , el tiempo de duración del concierto es de 1 hora y 38 minutos, el DVD contiene un documental de 120 minutos de los primeros días de Jansen, aún como miembro de apoyo, y su proceso de adaptación. También tiene dos videos musicales en vivo de las canciones «I Want My Tears Back» en Finlandia y «Ghost Love Score» en Argentina.

## Lista de canciones
| N.º | Título                           | Escritor(es)                      | Duración |  |
| 1.  | «Taikatalvi»                     | Tuomas Holopainen                 | 2:30     |  |
| 2.  | «Storytime»                      | Tuomas Holopainen                 | 5:30     |  |
| 3.  | «Ghost River»                    | Tuomas Holopainen                 | 5:25     |  |
| 4.  | «Slow, Love, Slow»               | Tuomas Holopainen                 | 5:35     |  |
| 5.  | «I Want My Tears BacK»           | Tuomas Holopainen                 | 5:20     |  |
| 6.  | «Scaretale»                      | Tuomas Holopainen                 | 7:40     |  |
| 7.  | «Arabesque»                      | Tuomas Holopainen                 | 2:50     |  |
| 8.  | «Turn Loose the Mermaids»        | Tuomas Holopainen                 | 4:20     |  |
| 9.  | «Rest Calm»                      | Tuomas Holopainen                 | 7:03     |  |
| 10. | «The Crow, The Owl And The Dove» | Marco Hietala & Tuomas Holopainen | 4:10     |  |
| 11. | «Last Ride of the Day»           | Tuomas Holopainen                 | 4:37     |  |
| 12. | «Song of Myself»                 | Tuomas Holopainen                 | 13:32    |  |
| 13. | «Imaginaerum»                    | Tuomas Holopainen                 | 6:13     |  |

Ediciones
- Edición Regular.[54]
- Edición 2 CD Paquete digital.[55]
- Edición vinilo 2 LP Claro.[56]
- Doble Edición Vinillo LP Manchado.
- Edición Vinilo 2 LP Plateado.[57]
- Edición doble LP Blanco.[58]
- Edición Doble disco LP Descriptiva.[59]
- Edición Roadrunner Record.[60]

## Posicionamiento en listas y certificaciones

### Semanales
| País            | Listas musicales                                                                  | Pico posiciones |
| --------------- | --------------------------------------------------------------------------------- | --------------- |
| Alemania        | Media Control Charts                                                              | 6               |
| Austria         | Ö3 Austria Top 40                                                                 | 9               |
| Bélgica         | Belgian Ultratop (Flanders) Belgian Ultratop (Wallonia)                           | 44 39           |
| República Checa | IFPI                                                                              | 16              |
| Países Bajos    | Dutch MegaCharts                                                                  | 24              |
| Finlandia       | Suomen virallinen lista                                                           | 1               |
| Francia         | SNEP                                                                              | 41              |
| Hungría         | MAHASZ                                                                            | 21              |
| Italia          | FIMI                                                                              | 32              |
| Japón           | Oricon                                                                            | 7               |
| Noruega         | VG-lista                                                                          | 17              |
| Polonia         | Polish Music Charts                                                               | 19              |
| Eslovenia       | Slo top 30                                                                        | 13              |
| España          | Promusicae                                                                        | 49              |
| Estados Unidos  | US Top Hard Rock Albums US Top Rock Albums US Top Tastemaker Albums Billboard 200 | 2 7 13 27       |
| Reino Unido     | UK Albums Chart UK Rock Chart                                                     | 69 3            |
| Rusia           | Russian Music Charts                                                              | 12              |
| Suiza           | Swiss Hitparade                                                                   | 3               |
| Suecia          | Sverigetopplistan                                                                 | 3               |

| País      | Certificaciones (Ventas) |
| --------- | ------------------------ |
| Finlandia | 3x Platino               |
| Alemania  | Oro                      |
| Suiza     | Oro                      |
| Grecia    | Oro                      |
| Polonia   | Oro                      |

| País      | Gráficas(2011)          | Posiciones |
| --------- | ----------------------- | ---------- |
| Finlandia | Suomen virallinen lista | 1          |
| Alemania  | Media Control Charts    | 51         |
| Suiza     | Swiss Hitparade         | 77         |
| País      | Gráficas(2012)          | Posición   |
| Rusia     | Russian Music Charts    | 44         |
| Suiza     | Swiss Hitparade         | 52         |

## Créditos
The Imagineers 
- Anette Olzon - Voz femenina
- Tuomas Holopainen - Teclado
- Emppu Vuorinen - Guitarra
- Marko Hietala - Bajo y voz masculina
- Jukka Nevalainen - Batería y percusión

### Músicos invitados
- Troy Donockley - Gaita irlandesa, recital poético (en canción 12), Buzuki
- Kai Hahto - Percusión
- Orquesta Filarmónica de Londres (con el sobrenombre de The Looking Glass Orchestra)- Orquesta
- The Metro Voices - Coro
- The Young Musicians London - Coro infantil
- Pekka Kussisto - Violinista
- Paul Clarvis - Tambor Taiko

### Producción
- Tero Kinnunen y Mikko Karmila- Edición, mezclador y masterización
- Pip Williams, James Shearman y Thomas Bowes -Arreglo y dirección de orquesta
- James Shearman - Maestro de orquesta
- Lynda Richardson y Jenny O'Grady - Conducción de coro infantil